# Синдбад (фільм)
«Синдбад» — український короткометражний анімаційний режисерки Наталії Марченкової.

## Про фільм
Подорож Синдбада сучасним світом.